# Giermienczuk
Giermienczuk (ros. Герменчук) – wieś w Rosji, w Czeczenii, w rejonie szalińskim. W 2010 liczyła 10 736 mieszkańców.